# His Hand in Mine (canción)
"His Hand in Mine" es un tema del género góspel escrita por Mosie Lister, grabada y popularizada por Elvis Presley, el cual convirtió el tema en un verdadero éxito al darle nombre a su primer álbum de música sacra, grabado en 1960 His Hand in Mine catalogado en la actualidad como disco de platino por la RIAA. 

## Antecedentes y grabación
El éxito que Elvis había obtenido con su EP en 1957 a través del tema espiritual  Peace In The Valley lo llevó a plantearse la posibilidad de grabar a futuro un álbum entero dedicado a las canciones sacras, que además habían constituido el primer contacto de Elvis con la música. Ese proyecto recién pudo verlo materializado en 1960, luego de que regresase de Alemania de cumplir allí con su segundo año de servicio militar obligatorio. 
Presley registró el tema "His Hand in Mine" durante las sesiones de grabación de su álbum con título homónimo, en el estudio B de la RCA en Nashville, Tennessee, el 30 de octubre de 1960. Todos los temas que compondrían su nuevo LP se grabarían durante una sesión de grabación que iría del 30 al 31 de octubre.  El tema se masterizó a partir de las tomas # 4 y # 5. 
El bajista Bob Moore, que había trabajado con Elvis por primera vez en 1958, ya comenzaba a ser un músico habitué en las grabaciones de astro, reemplazando a Bill Black, que se había alejado del grupo de músicos primigenios que acompañaban a Elvis. 
En la grabación destaca el acompañamiento del piano a cargo de Floyd Cramer por debajo de las melodías vocales que realizan Elvis en compañía de sus coristas, la soprano Millie Kirkham y el grupo masculino The Jordanaires. 

## Músicos
- Elvis Presley: voz y guitarra acústica
- The Jordanaires: coros
- Millie Kirkham: coros
- Scotty Moore: guitarra eléctrica
- Hank Garland: guitarra acústica
- Floyd Cramer: piano
- Bob Moore: contrabajo
- D.J. Fontana, Buddy Harman: batería [5]

## Ediciones
"His Hand In Mine" se editó como el segundo tema dentro del álbum del mismo nombre donde Milky White Way abría musicalmente el LP.  En 1969 RCA tomó las canciones titulares de los dos álbumes góspel de Elvis "His Hand In Mine" y How Great Tou Art y lanzó al mercado un disco sencillo con ambos temas con motivo de la temporada de Pascuas.  Ambas canciones volverían a editarse conjuntamente en un álbum compilado en 2003 titulado "Ultimate Gospel". 